# Dommarien
Dommarien ist eine französische Gemeinde mit 176 Einwohnern (Stand: 1. Januar 2022) im Département Haute-Marne in der Region Grand Est (bis 2015 Champagne-Ardenne). Sie gehört zum Arrondissement Langres und zum Gemeindeverband Auberive Vingeanne et Montsaugeonnais. Die Bewohner werden Isômois genannt.

## Geografie
Die Gemeinde Dommarien liegt am Südostrand des Plateaus von Langres, etwa 22 Kilometer südlich von Langres und 40 Kilometer nordöstlich von Dijon. Durch Dommarien fließt die Vingeanne, begleitet vom parallel verlaufenden Marne-Saône-Kanal mit drei Schleusen im Gemeindegebiet. Das 17,75 km² umfassende flache bis leicht gewellte Gemeindegebiet ist von Ackerflächen geprägt; den Osten der Gemeinde bedeckt das große Waldgebiet Bois de Côte Aubert. Hier wird mit 350 Metern über dem Meer der höchste Punkt erreicht. Umgeben wird Dommarien von den Nachbargemeinden Villegusien-le-Lac im Norden, Chassigny im Nordosten, Maâtz und Coublanc im Osten, Choilley-Dardenay im Süden sowie Le Montsaugeonnais im Westen.

## Geschichte
1972 wurde Dommarien nach Chassigny (1972 Umbenennung zu Chassigny-Asey) eingemeindet und 1990 wieder selbständig.

### Bevölkerungsentwicklung
| Jahr      | 1962 | 1968 | 1999 | 2009 | 2021 |
| Einwohner | 181  | 169  | 113  | 159  | 172  |

Im Jahr 1906 wurde mit 518 Bewohnern die bisher höchste Einwohnerzahl ermittelt. Die Zahlen basieren auf den Daten von cassini.ehess und INSEE.

## Sehenswürdigkeiten
- Kirche Saint-Remi
- Brücke über die Vingeanne aus dem 18. Jahrhundert, Monument historique[4]
- zwei Lavoirs
- Calvaire

## Wirtschaft und Infrastruktur
In Dommarien sind acht Landwirtschaftsbetriebe ansässig (Getreideanbau, Saatgutvermehrung und Viehzucht). Am Marne-Saône-Kanal gibt es Sportboot-Liegeplätze und einen Campingplatz.
Westlich von Dommarien verläuft die Fernstraße D974 von Langres nach Dijon, östlich die Fernstraße D67 von Langres nach Gray. 19 Kilometer südwestlich von Dommarien besteht ein Anschluss an die Autoroute A 31. Der nahe dem sechs Kilometer südwestlich gelegenen Ort Isômes gelegene Haltepunkt liegt an der Bahnstrecke von Is-sur-Tille nach Chalindrey (Ligne d’Is-sur-Tille à Culmont-Chalindrey).

## Belege
1. ↑  Dommarien (Memento vom 4. März 2016 im Internet Archive), auf cassini.ehess.fr (französisch)
2. ↑  Dommarien auf cassini.ehess
3. ↑  Dommarien auf INSEE
4. ↑  Pont du 18e siècle en pierre de cinq arches in der Base Mérimée des französischen Kulturministeriums (französisch)
5. ↑  Landwirtschaftsbetriebe auf annuaire-mairie.fr